# Canepa (San Marino)
Canepa è una curazia (frazione) del castello di Città di San Marino nella Repubblica di San Marino.

## Storia
La curazia di Canepa, pur essendo tra le più prossime alla Città di San Marino presenta caratteristiche di verde incontaminato e selvaggio. Questa peculiarità la rende suggestiva e tuttora inidonea ad intenso sviluppo urbanistico, ma fin dal XIV secolo è stata oggetto di interesse in quanto funzionale per la costruzione di mulini, necessari per la molitura dei cereali.

## Geografia fisica
È un'area naturalistica tutelata, ed al suo interno, si trova la 'Grotta di Canepa' o 'Grotta del Bando', un anfratto, creatosi naturalmente per opera di carsismo e movimenti tettonici, adatto solo a speleologi provetti, per le frequenti ed anguste strettoie, che si snoda attualmente per 700 metri attualmente esplorati tra le viscere del Monte Titano, e che prosegue secondo valutazioni per altri 300 metri. Il gruppo locale di esperti speleologi ha allestito un campo base all'interno che può ospitare fino a sei persone per consentire a chi proviene da lontano di poter anche soggiornare in grotta durante le attività di escursione e ricerca. 
In questa zona sono presenti la forra di Canepa, uno squarcio di 40 metri tra le rocce che si conclude, tra cascate o cascatelle che, favoriscono con le loro acque, l'abbondare della incolta vegetazione boschiva di carpini, frassini, aceri e cerri nel fosso di Canepa.

## Monumenti e luoghi d'interesse
Nel territorio di Canepa è presente la chiesa - cappella di Ca' Centino, dedicata a Santa Maria del Soccorso, di proprietà della Compagnia della Madonna di Cà Centino. Breve e larga scalinata in pietra, un breve portico ad accompagnare i fedeli alla porta d'ingresso della struttura composta di una sola navata. Edificata nel 1700, descritta nel Catasto Pelacchi del (1775-1777), dal 2010 al 2014 è stata oggetto di profondo restauro e il 30 maggio 2015 è stata riaperta al culto alla presenza dei Capitani reggenti e delle altre massime autorità statali e religiose con il rito officiato da Mons. Andrea Turazzi, vescovo della diocesi di San Marino-Montefeltro.
La zona del fosso di Canepa, grazie alla forza delle acque, agevolate dalle ripide pendenze, è diventata luogo ideale per la presenza di mulini molitori, databili dal XIV secolo, particolarmente originali per il sistema del meccanismo delle macine. Il primo, di cui si trova documentazione, risale ad un atto testamentario del 1615, mentre quattro sono chiaramente censiti per la prima volta nel Catasto Pelacchi del XVIII secolo. Nel 1655 il naturalista britannico John Ray lascia traccia scritta di otto mulini, di cui alcuni per la preparazione della polvere pirica; attualmente sono solo sei quelli ancora presenti, purtroppo in uno stato di conservazione molto precario, nonostante interventi, che hanno solo rallentato il declino di questo patrimonio storico-culturale. 
Nei pressi degli antichi mulini si svolge dal 2021 una tappa del festival itinerante Macinare Cultura - Festival dei Mulini Storici in compartecipazione di patrocinio con la regione Emilia-Romagna con la presenza nel 2023 del sassofonista Mario Marzi.